# تسوتانوواتش
تسوتانوواتش (به صربی: Cvetanovac) یک روستا در صربستان است که در Ljig واقع شده‌است.